# Diafounou Diongaga
Diafounou Diongaga è un comune rurale del Mali facente parte del circondario di Yélimané, nella regione di Kayes.
Il comune è composto da 8 nuclei abitati:
- Diongaga
- Guémou
- Guinananourou
- Kardidi
- Niagnela
- Salaka
- Sorfa Berela
- Tanaha A. Dian